# Fear X
Fear X é um filme de suspense psicológico de 2003, dirigido por Nicolas Winding Refn.
O ator John Turturro, foi nomeado ao Bodil Award de Melhor Ator por sua elogiada performance.

## Sinopse
Harry Cain (John Turturro) um agente de segurança de um shopping center, que depois de ter a sua mulher brutalmente assassinada, tem a vida destruída e fica obcecado por encontrar o assassino por conta própria. Porém, a verdade parece estar mais próxima do que imagina, pois a polícia consegue uma prova que lhe deixa a um passo do culpado.

## Elenco
- John Turturro.... Harry
- Deborah Kara Unger.... Kate
- Stephen McIntyre.... Phil
- William Allen Young.... agente Lawrence
- Gene Davis.... Ed (como Eugene M. Davis)
- Mark Houghton.... Diner Cop
- Jacqueline Ramel.... Claire
- James Remar.... Peter
- Amanda Ooms.... prostituta